# Mãi mãi một tình yêu
Neung Nai Suang (tiếng Thái: หนึ่งในทรวง; RTGS: Only you in my heart) là một bộ phim truyền hình Thái Lan phát sóng vào năm 2015 trên kênh Channel 3 (CH3). Bộ phim này là phiên bản thứ tư cùng tên và bản thứ ba trong phim truyền hình.

## Tóm tắt
Tin tức về cuộc hành trình trở về từ Pháp sau khi tốt nghiệp thạc sĩ về ngoại giao của Anawat Patcharapojanat hoặc Neung- con trai của nhà cựu ngoại giao nổi tiếng, ông Vit Patcharapojanat được rất nhiều cô gái quan tâm. Đặc biệt là ông Sisuk và cô con gái tên là Songsang. Nhưng đối với cô gái mồ côi cha mẹ Hathairat Ratchapitak được ông Sut và bà Thip Duenpradap chăm sóc như con gái thì không cảm thấy hào hứng như những cô gái khác và cũng bày tỏ rằng mình không thích một chàng trai người kiêu ngạo và cứng đầu. Khi Anawat trở lại Thái Lan, anh đã đến thăm người thân, gia đình Sisuk và gia đình Duenpradap, nhưng không lần nào gặp được cô. Anawat đến thăm một người bạn cũ của mình là Pinit Panatpong, nhưng không gặp được. Pinit đang hồi phục sức khoẻ tại trang trại của anh trai mình, Pinai, để quên người yêu cũ là Hathairat.
Ngày hôm sau, Anawat đến nhà của gia đình Duenpradap và gặp Sattha và Suda, Hathairat. Ngay khi gặp, anh đã có thành kiến với Hathairat ngay lập tức. Anuwat cũng rất tức giận vì Hathairat cố ý làm lơ và khinh thường anh. Anh cảm thấy mình bị mất thể diện và thề sẽ làm cho cô phải trả giá cho việc này.
Sattha và Suda sẽ tổ chức một bữa tiệc sinh nhật cho ông Sut tại nhà Duenpradap, cũng nhằm để Anawat hòa giải với Hathairat. Họ cũng mời họ hàng và bạn bè đông hơn mọi năm.
Vào ngày sinh nhật của ông Sut. Songsang giành nhảy với Anawat hầu hết các bài hát và Hathairat được rất nhiều chàng trai mời khiêu vũ. Tuy nhiên anh và cô vẫn luôn chú ý tới đối phương. Mặc dù Anawat nói rằng anh không yêu Hathairat và ghét cô nhưng anh vẫn đấu đá gấy rối cô hầu như mỗi ngày.
Không lâu sau đó, bác sĩ Prasong báo tin rằng sẽ cưới Ura nhưng Anawat lại nhầm cô dâu là Hathairat. Anh vô cùng thất vọng sau khi biết tin và đã rất ngạc nhiên khi cô không cảm thấy bất cứ điều gì. Khi biết Hathairat chỉ là phù dâu, Anawat đã rất tức giận vì cô đã để anh hiểu lầm. Anh đã cưỡng hôn Hahtairat khi đưa cô về. Hathairat cảm thấy rất tức giận nhưng Anawat lại cảm thấy thoả mãn vì có thể khuất phục cô. Vì mong muốn của mẹ, Pinit phải miễn cưỡng kết hôn với Jampee. Trước ngày cưới Pinit bệnh nặng và mê sảng, muốn được gặp Hathairat một lần cuối cùng. Để đáp ứng Pinit, Anawat đã mời Hathairat đi gặp Pinit. Nhưng Pinit đã được đưa đến Bangkok nên họ không thể gặp nhau. Anawat đành lái xe trở về nhưng chiếc xe lại bị hỏng ngay giữa đường, khiến anh và Hathairath phải cùng qua đêm tại 1 trang trại. Khi trở về Bangkok, họ bị ông Vit và ông Sut phàn nàn về việc ở lại với nhau. Để chịu trách nhiệm, Anawat đính hôn với Hathairat. Và vì muốn đánh bại Sisuk Songsang cô quyết định đính hôn với Anawat.
Về sau Anawat quyết định thú nhận với Hathairat, và hỏi cưới cô. Nhưng cô từ chối khiến anh rất đau khổ. Cho đến khi ông Vit nhận được tin Anawat gặp tai nạn xe hơi ở Chiang Mai thì Hathairat đã rất sốc và lên máy bay để đến gặp anh ngay lập tức. Khi cả hai gặp lại họ đã thừa nhận tình cảm của mình dành cho nhau. Hathairat khẳng định rằng sẽ yêu thương và chăm sóc Anawat mãi mãi khiến Anawat vô cùng cảm động bởi tình yêu cô dành cho mình. Họ sống hạnh phúc bên nhau.

## Diễn viên
| Phiên bản                       | Năm 2005                | Năm 2015                        |
| ------------------------------- | ----------------------- | ------------------------------- |
| Đài                             | CH3                     | CH3                             |
| Phát sóng                       |                         | 28/05/15 - 08/07/15 (thứ 4 & 5) |
| Tập                             | 17                      | 12                              |
| Anawat Patchararopjanat (Neung) | Theeradej Wongpuapan    | Jirayu Tangsrisuk               |
| Hathairach Rachapitak (Poom)    | Janie Tienphosuwan      | Urassaya Sperbund               |
| Khun Chai Prasatpon Jarunrak    | กมล ศิริทรานนท์            | Ronnadet Wongsaroj              |
| Sattha Promprasert (Pu)         | Sira Patrat             | Gundon Akhazzan                 |
| Suda Promprasert (Pan)          | Pakjeela Wannasut       | Michelle Behrmann               |
| Song Saeng Pisaytkul            | Jamie Bouher            | Chotika Wongwilas               |
| M.R. Kornkanok Jarunlak         | Pimprapa Tangprabhaporn | Grace Kachennukul               |
| Wit Patcharopjanat              | Kriengkrai Oonhanun     | Kriengkrai Oonhanun             |
| Khun Nai Sisuk Pisetkul         | Duangta Tungkamanee     | Daran Thitakawin                |
| Pinit Panatpong                 | ชินสุเวท เจตน์จำรัส         | Kanin Stanley                   |
| Panee Panatpong                 | ศรุตา เรืองวิริยะ           | Pattarakorn Tangsupakul         |
| Nuan Panatpong                  | Piyamas Monayakol       | Kanlaya Lertkasemsup            |
| Sood Promprasert                | Sompob Benjathikul      | Jome Sukol                      |
| Thip Promprasert                | Wasana Sitthiwet        | Kampoo Pattamasood              |
| Mẹ Pim                          | Nam-Nguen Boonnak       | Daraneenuch Photipiti           |
| Mẹ Oh                           |                         | Mayuree Aksalasena Na Ayudhaya  |
| Bác sĩ Prasong                  |                         | Jitpanu Klomkaew                |
| Chulee                          |                         | Namneung Sutidejchanai          |
| Waew                            |                         | Thanyalak Tasa                  |
| Ruay                            |                         | Mick Baromvudh                  |
| Pong Chawee                     |                         | Ratchaneeboon Sunhachawi        |
| Bunterm                         |                         | Tong Cheoncheun                 |

## Rating
- Tập 1: 7.29
- Tập 2: 6.5
- Tập 3: 6.06
- Tập 4: 5.77
- Tập 5: 6.67
- Tập 6: 6.69
- Tập 7: 7.52
- Tập 8: 6.99
- Tập 9: 7.21
- Tập 10: 6.66
- Tập 11: 6.77
- Tập 12: 7.02
  - Tổng trung bình: 6.76 (Lakorn đứng thứ 4 CH3 2015)

## Ca khúc nhạc phim
- ปากไม่ตรงกับใจ / Bpak Mai Dtrong Gap Jai (2005)
- หนึ่งเดียวคือเธอ / Neung Deiw Keu Tur (Only You) - Jirayu Tangsrisuk
- จูบ / Joob (Kiss) - Jirayu Tangsrisuk & Urassaya Sperbund
- ปลายทาง / Bplaai Taang - May Fonpa

## So sánh các phiên bản khác
Bộ phim này chuyển thể từ tiểu thuyết của tác giả Busayamat, được dựng thành phim với 1 bản điện ảnh và 3 bản truyền hình.

### Bản điện ảnh
- 1963 - Chaiya Suriyan và Petchara Chaowarat

Chaiya xuất thân là con cháu hoàng tộc. Cách gọi tên đầy đủ của ông là Mom Luang Apirat Jarunrot, trong đó Mom Luang là từ chỉ địa vị trong hoàng gia. Chaiya là nam diễn viên đầu tiên của Thái nhận giải Tukata Thong 3 lần.
Petchara được mệnh danh là Nữ diễn viên với đôi mắt mật ong [đôi mắt đẹp]. Tuy nhiên, từ khoảng 1972, mắt bà bắt đầu có vấn đề do tiếp xúc với ánh sáng mạnh khi đóng phim cũng như phải diễn cảnh khóc liên tục. Vì bận rộn làm việc mà không có thời gian chăm sóc bệnh tình nên mắt bà gần như bị mù. Sau 30 năm im hơi lặng tiếng, cuối cùng Petchara cũng nhận lời phỏng vấn cho chương trình của Woody vào năm 2009.

### Bản truyền hình
- 1992 - Pete Thongcheua và Kwanreudee Klomklom

Pete tham gia đóng phim từ khi còn nhỏ, có bố là nam diễn viên gạo cội Pinyo Thongcheua. Một số vai nổi bật của Pete như vai nam chính trong Đừng quên em 1998 và Âm mưu đen tối 1997. Ngoài diễn xuất, Pete còn là một tay đua xe chuyên nghiệp. Pete đam mê đến mức có không ít scandal về việc đua xe trên đường cao tốc.
Những ai đã quen với hình ảnh một nàng Poom mạnh mẽ nhưng cực kì nữ tính trong bản 2015 thì sẽ còn cảm nhận được sự cá tính hơn nữa của Poom trong bản 1992 với mái tóc ngắn và trang phục có phần nam tính hơn.
Nữ diễn viên Kwanreudee cũng có duyên với Yaya khi vào vai mẹ của Yaya 2 lần, một lần là mẹ ruột trong Ánh dương rực rỡ và một lần là mẹ nuôi trong Sóng gió cuộc đời.
Điều thú vị: Khun Chai trong bản 1992 do Ron Bansongjang (nam diễn viên đóng vai Saner trong Người vợ mẫu mực) thể hiện.
- 2005 - Theeradej Wongpuapan và Janie Tienphosuwan  (bản tiếng Việt: Tình vô tận / Tình yêu vô tận)

Bối cảnh phim trong bản 2005 từ hiện đại chuyển sang thời xưa cho phù hợp hơn với nội dung câu chuyện. Nhạc phim cũng là một điểm cộng cho phim. Bài "Lời nói ngược với con tim" cực kì ngọt ngào với 2 phiên bản của nam và nữ, lần lượt do Ae Pisut Sirisawang và Panthip Panjamawat thể hiện. Nhiều khán giả khi nhớ về bản 2005 đều nghĩ đến bài hát này.
 Điều thú vị: Cô bé tiểu thư ngồi xe lăn, học trò của Poom, do Pimprapa Tangprabhaporn (nữ chính Cổ tích một chuyện tình) thể hiện.
- 2015 - Jirayu Tangsrisuk và Urassaya Sperbund

Hẳn là trong 3 bản truyền hình thì bản 2015 là có dàn diễn viên lung linh nhất rồi. James Ji và Yaya trông rất đẹp đôi khi hóa thân vào vai Neung - anh chàng hoàng tử trong mộng biết bao cô gái và cô nàng Poom xinh đẹp mạnh mẽ.
Điều thú vị:
1. Bố của Neung và nhân vật Rui (anh chàng đại gia mà Songsaeng định kết hôn) trong cả 2 bản 2005 và 2015 đều do Kriengkrai Oonhanun thủ vai.
2. Khun Chai trong bản 2005 và bác trai của Poom trong bản 2015 đều do Kamon Siritaramon đóng. Nên là trong bản 2005, quan hệ của Kamon và Kriangkrai [diễn viên đóng bố của Neung] là quan hệ bác cháu, còn trong bản 2015 thì "nâng cấp" thành quan hệ sui gia.